# 5708 (année hébraïque)
5708 (hébreu : ה'תש"ח , abbr. : תש"ח) est une année hébraïque qui a commencé à la veille au soir du 15 septembre 1947 et s'est finie le 3 octobre 1948. Cette année a compté 385 jours. Ce fut une année embolismique dans le cycle métonique, avec deux mois de Adar - Adar I et Adar II. Ce fut la troisième année depuis la dernière année de chemitta.

## Calendrier
Ce calendrier hébraïque de l'année 5708 donne les correspondances avec les dates du calendrier grégorien.
Le premier nombre dans chaque case correspond au jour du mois hébraïque. Les jours en couleurs sont des jours remarquables juifs .
| ◄◄ | 5708 | ►► |

## Événements
- Avril 1948 - Opération Nahshon
- 5 Iyar (14 mai 1948) - Tel Aviv, Déclaration d'indépendance de l'État d'Israël

## Naissances
- Aaron Ciechanover
- Natan Sharansky
- Ronni Bar-On
- Yossi Beilin
- Meir Shalev
- Itzhak Shum

## Décès
- Ernst Lubitsch
- David Marcus

5703 - 5704 - 5705 - 5706 - 5707 - 5708 - 5709 - 5710 - 5711 - 5712 - 5713